# Robert de Harlay, baron de Monglat
Pour les articles homonymes, voir Harlay.
Robert II de Harlay, baron de Montglat, (parfois écrit Montglas) né vers 1550 et mort le 13 juillet 1607, est Premier Maître d'hôtel du roi Henri IV.

## Biographie

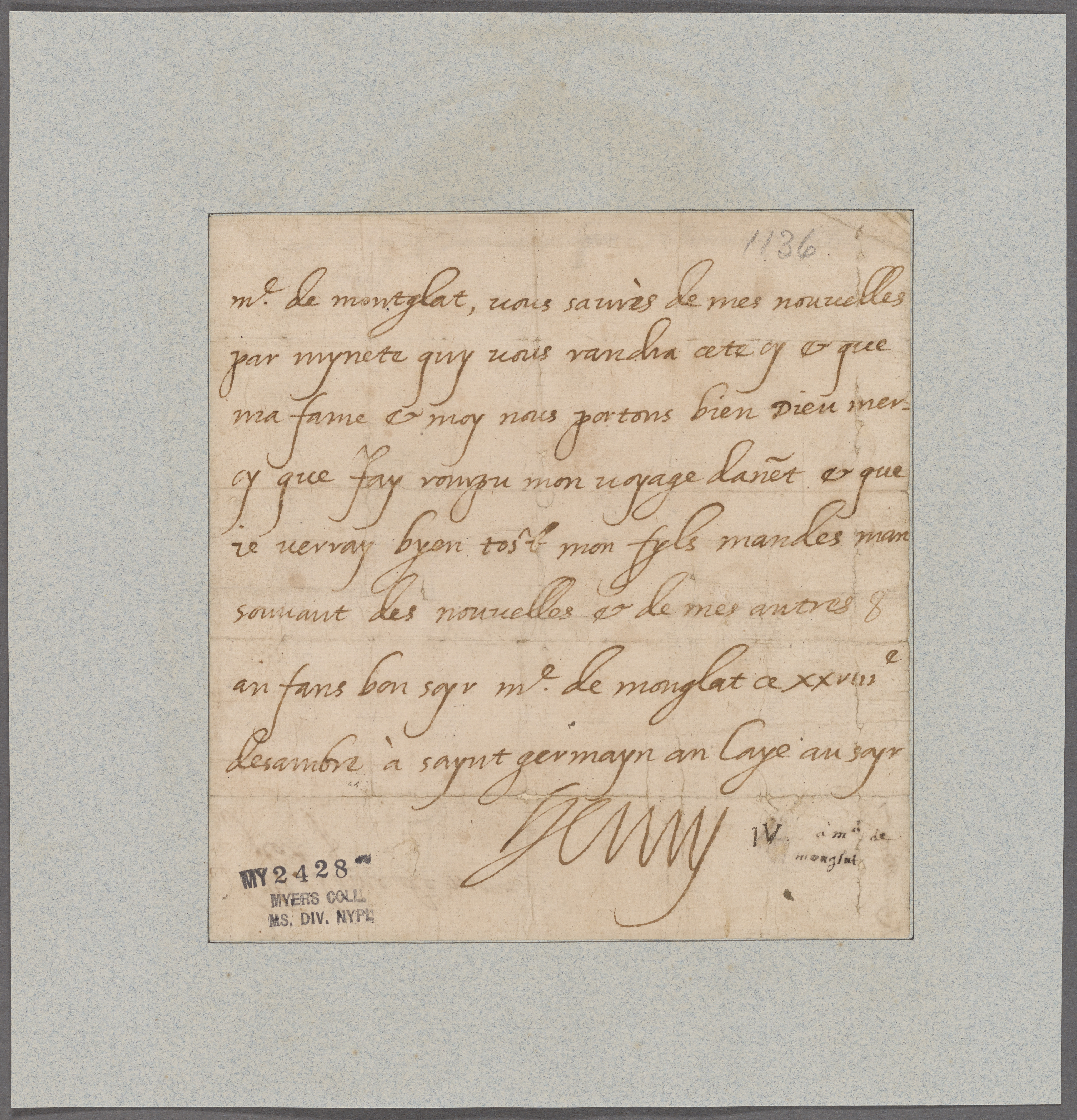
Lettre de Henri IV, St Germain en Laye au baron de Monglat (le 28 décembre 1608)

Il est le 3e fils de Robert de Harlay de Sancy et de Jacqueline II de Morainvillier.

Il épouse, vers 1579, Françoise de Longuejoue († 1633), (fille de Thibaut de Longuejoue et de Madeleine Briçonnet), Gouvernante des enfants de France, veuve de Pierre de Foissy, dont il eut : 
- Jacques de Harlay, baron de Monglas, mort en Hollande sans alliance ;
- Robert, baron de Montglat, après son frère, Grand louvetier de France en octobre 1612. Le château de Montglat, à Cerneux, lui est érigé en marquisat en novembre 1614, lorsqu'il est élu gouverneur et engagiste de Provins[3]. Il meurt, sans alliance, en 1615, des blessures reçues dans un duel avec le seigneur de Vitry, Nicolas de L'Hospital[4], son plus intime ami ;
- Jeanne de Harlay, baronne de  Montglat.

Le 18 décembre 1600, lors de la guerre franco-savoyarde et après s'être marié à Lyon, le Roi Henri IV quitte Lyon pour Paris. De Lyon il embarquera sur la Loire à Roanne qu'il descendit jusque Briare. Il prit ensuite la route coucha au château de Fontainebleau, dina à Villeneuve passa le bac des Tuileries à Paris, coucha chez le baron Monglas au prieuré de Saint-Nicolas du Louvre.